# Marc Eisenberg
Pour les articles homonymes, voir Eisenberg.
Marc Eisenberg, né le 9 avril 1955 à Paris, est une personnalité française, homme d’affaires et philanthrope. Il est marié et père de deux enfants.

## Biographie
Marc Eisenberg est un des fils du rabbin Josy Eisenberg. Il commence sa carrière d’homme d’affaires en tant que consultant en management auprès de PME. 
En 1986, il fonde Alma Consulting Group (aujourd’hui Ayming) créant, en France le concept de conseil opérationnel en réduction de coûts. Alma Consulting Group s’est imposé comme le leader européen[non neutre] de l’optimisation des coûts et a proposé à près de 10 000 clients, petites et grandes entreprises, d’identifier et de générer des économies de charges.
Après avoir vendu sa société à une entreprise américaine en 1997, Marc Eisenberg l’a rachetée en LBO en 2001, suivi de trois autres LBO. 
400 salariés de l’entreprise sont devenus actionnaires de l’entreprise en 2007. En janvier 2012, la Société comptait 1 700 collaborateurs.
Alma Consulting Group a été régulièrement classé dans le top 100 des plus belles entreprises de France. Marc Eisenberg a reçu des récompenses pour figurer parmi les « Meilleurs Entrepreneurs de l’année » à plusieurs reprises (1996, 2002, 2004 et 2007). Alma Consulting Group est aussi régulièrement cité dans les classements des « entreprises où il fait bon travailler » et a été Lauréat d’Argent 2008 de « l’Institut Great Places to work » pour ses efforts en termes de conditions de vie des salariés au sein du groupe. 
Marc Eisenberg quitte ses fonctions opérationnelles au sein d’ALMA Consulting Group en janvier 2012.

## Engagements associatifs et communautaires
Pendant sa jeunesse, il est actif dans plusieurs mouvements de jeunesse juive.
En 1995, Jean Tiberi, alors maire de Paris, nomme Marc Eisenberg pour participer à la Commission sur la spoliation et la restitution des biens juifs de la ville de Paris. 
Entre 2000 et 2004, il a été cofondateur et trésorier des Amis du CRIF.
Coopté au Comité central de l’Alliance israélite universelle en 2006, Marc Eisenberg en devient vice-président en 2009 et prend en 2010, la présidence du comité d’organisation des festivités qui marqueront le 150e anniversaire de cette institution. 
Il devient, en 2011, le Président mondial de l’Alliance israélite universelle.
Depuis 2008, il est également secrétaire général de la Fondation Gordin (qui finance les investissements immobiliers des écoles juives en France) dont il est un des cinq membres fondateurs – à travers le Fonds philanthropique Harevim qu’il a créé en 2009.
En  juin 2015, il fonde et préside, en Israël, l’organisation Qualita, une fédération de différentes associations qui contribuent à améliorer l’intégration des nouveaux immigrants francophones. L’organisation compte plus de 40 associations membres et des milliers d’adhérents.

## Engagement sportif
Passionné de sport et en particulier d’athlétisme, Marc Eisenberg fut membre du Conseil d'administration de la Ligue professionnelle d’athlétisme entre 2009 et 2013. Il a aussi fait d’Alma Consulting Group l’un des principaux partenaires de l’athlétisme français en créant en 2009 l’Alma Athlé Tour, un circuit de 6 meetings d’athlétisme à travers la France.
Il a présidé le Cercle Foch (club privé comprenant un complexe sportif situé à Paris 16e) de 2010 à 2015.
Il travaille aujourd’hui sur un projet d’association entre l’Athlétisme français et l’Athlétisme israélien pour favoriser le développement de cette discipline en Israël notamment auprès des jeunes. Depuis janvier 2016, Marc Eisenberg est le président du club d’athlétisme de Jérusalem Leader et le vice-président de la Fédération israélienne d’athlétisme.

## Engagement citoyen
De 1995 à 1999, Marc Eisenberg a été juge aux prud'hommes de Nanterre. En 2000-2001, il exerce la fonction de juge au tribunal de commerce de Bobigny.